# Rachael Crawford
Pour les articles homonymes, voir Rachael et Crawford.
Rachael Crawford, née en 1969 à Toronto, est une actrice canadienne.

## Filmographie

### Cinéma
- 1995 : Curtis's Charm : Cookie
- 1995 : Rude : Maxine
- 1995 : When Night Is Falling : Petra Soft
- 1997 : Pale Saints : Valdine
- 1998 : Kai Rabe gegen die Vatikankiller : Maskenbildnerin
- 2005 : Le Boss : Dara Vann
- 2008 : The Summit : Robin Levy
- 2008 : The Trojan Horse : Colleen Howell
- 2009 : Guns : Eva Innis
- 2012 : Moving Day : Christine
- 2015 : Let's Rap : Marnie
- 2015 : The Book of Negroes : Sarrah
- 2017 : Brown Girl Begins

### Courts-métrages
- 2003 : The Sacrifice
- 2009 : Chains

### Télévision

#### Séries télévisées
- 1987 : Adderly : Lucinda
- 1988 : 9B : Jenny Wevers
- 1988 : Un duo explosif : Renee
- 1988 : Vendredi 13 : Stacy
- 1989-1990 : E.N.G. reporters de choc : Janice Roberts
- 1990 : Brewster Place : Kiswana Browne
- 1992-1993 : Here & Now : Danielle
- 1994 : Free Willy : Marlene
- 1996 : Side Effects (en) : Viki
- 1997 : Au-delà du réel : L'aventure continue : Sherry McAllister
- 1997-1999 : Between Brothers : Teri
- 1998 : Twitch City : Expert
- 1998-2000 : Haute finance : Niko Bach
- 1999 : The Hoop Life : Paula Lyons
- 2000 : Falcone : Mrs. Patterson
- 2000 : Invasion planète Terre : Samira Farid
- 2001 : Cold Squad, brigade spéciale : Dr. Barbara Whittaker
- 2001 : Soul Food : Les Liens du sang : Rhonda
- 2002 : La Vie avant tout : ER Doctor
- 2002 : Preuve à l'appui : Samantha Reid
- 2002 : The Associates : Suzanne Erikkson
- 2004 : Mutant X : Samantha Bennett
- 2004-2005 : Show Me Yours : Dr. Kate Langford
- 2005 : Les Experts : Miami : Beth Jacobson
- 2008-2009 : Sophie : Kim
- 2009 : 'Da Kink in My Hair : Cheryl
- 2009 : Cra$h & Burn : Catherine Hearn
- 2009 : Les Vies rêvées d'Erica Strange : Alexis
- 2011 : Call Me Fitz : Laverne
- 2011 : Republic of Doyle : Dr. Jennifer Sullivan
- 2011 : The Listener : Emily Miller
- 2011-2012 : Alphas : Jeannie Harken
- 2012 : Jessica King : Dr. Rausch
- 2012 : Suits : Avocats sur mesure : Ella Fullman
- 2012 : The Firm : Dianne Ruckeyser
- 2014 : Continuum : Catherine
- 2014 : Mr. D : Principal Sharon Turner
- 2014 : Saving Hope : Carrie
- 2014 : The Strain : Therapist
- 2014 : Ascension : Ophelia
- 2015 : Degrassi : La Nouvelle Génération : Ms. Pill
- 2015-2016 : La Vie en face (This Life) : Danielle Berg
- 2016 : Heartland : Natalie
- 2017 : Incorporated : Mrs. Morse
- 2017 : Private Eyes : Emila Mantella
- 2017 : The Expanse : Admiral Pena
- 2017 : Tin Star : Dr. Suzy Bouchard

#### Téléfilms
- 1986 : 9B : Jenny Wevers
- 1990 : On Thin Ice: The Tai Babilonia Story : Tai Babilonia
- 1994 : Les armes de la passion : Lois Parsons
- 1996 : Captive Heart: The James Mink Story : Mary Mink
- 1996 : We the Jury : Warnicke
- 1997 : In His Father's Shoes : Celeste
- 1999 : Love Songs : Sheron (segment "Love Song for Champ, A")
- 1999 : Otages en Alaska : Kat Holden
- 2000 : Dirty Pictures : Ann Bosworth
- 2000 : The Ride : Leonore Peters
- 2002 : Hell on Heels: The Battle of Mary Kay : Annika Kern
- 2002 : Red Skies : Nicole
- 2006 : Issue fatale : Catherine Vargas
- 2013 : Un reve éveillé : Mayor Rachel Gordon
- 2014 : Aaliyah: Destin Brisé : Diane Haughton
- 2014 : Ma fille, ma bataille : Dr. Glass
- 2015 : Dernier jour d'été : Ericka
- 2016 : Petits meurtres et chrysanthèmes: Les roses de la vengeance : Belinda Harper